# سیارک ۳۳۸

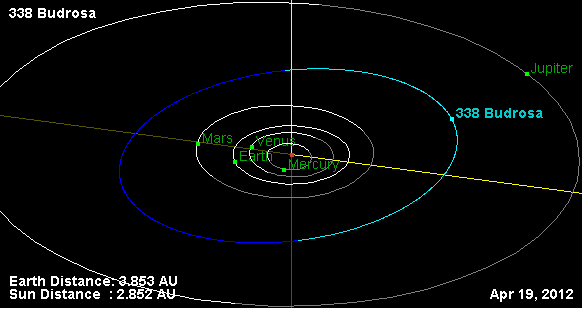
سیارک ۳۳۸

سیارک ۳۳۸ (به انگلیسی: 338 Budrosa، نامگذاری:1892F) سیصد و سی و هشتمین سیارک کشف شده‌است که در ۲۵ سپتامبر ۱۸۹۲ و در نیس کشف شد.
قدر مطلق سیارک برابر ۸٫۵۰ است.